# Eugene Vinaver
Eugène Vinaver (in russo Евгений Максимович Винавер?, Yevgeniĭ Maksimovich Vinaver; San Pietroburgo, 18 giugno 1899 – Canterbury, 21 luglio 1979) è stato un letterato e studioso russo naturalizzato francese, specialista dell'antichità classica e medievalista.

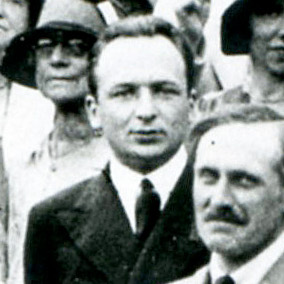
Vinaver a Truro, 1930

Maggiormente conosciuto per aver curato un'importante edizione delle opere di Thomas Malory. In aggiunta al suo interesse per le leggende arturiane, Vinaver è stato anche un rinomato conoscitore dell'opera di Racine e Flaubert.

## Biografia
Nacque nella capitale dell'Impero russo da Maxim Vinaver, avvocato ebreo-russo, politico nazionale, e leader della comunità ebraica, che emigrò in Francia nel 1919.
Studiò quindi all'École pratique des hautes études, dove fu un pupillo di Joseph Bédier. Dai tardi anni venti, visse in Inghilterra (una delle sue insegnanti lì fu Mildred Pope) e nel 1933 egli divenne Professore di Lingua e Letteratura francese all'Università di Manchester. Ricevette il suo dottorato dall'Università di Oxford nel 1950.

## Pubblicazioni
- Racine et la poésie tragique, 1951.
- Form and Meaning in Medieval Romance, 1966.
- À la recherche d'une poétique médiévale, 1970 (premio Broquette-Gonin nel 1971[5]).
- The Rise of Romance, 1971.